# 纽伦堡

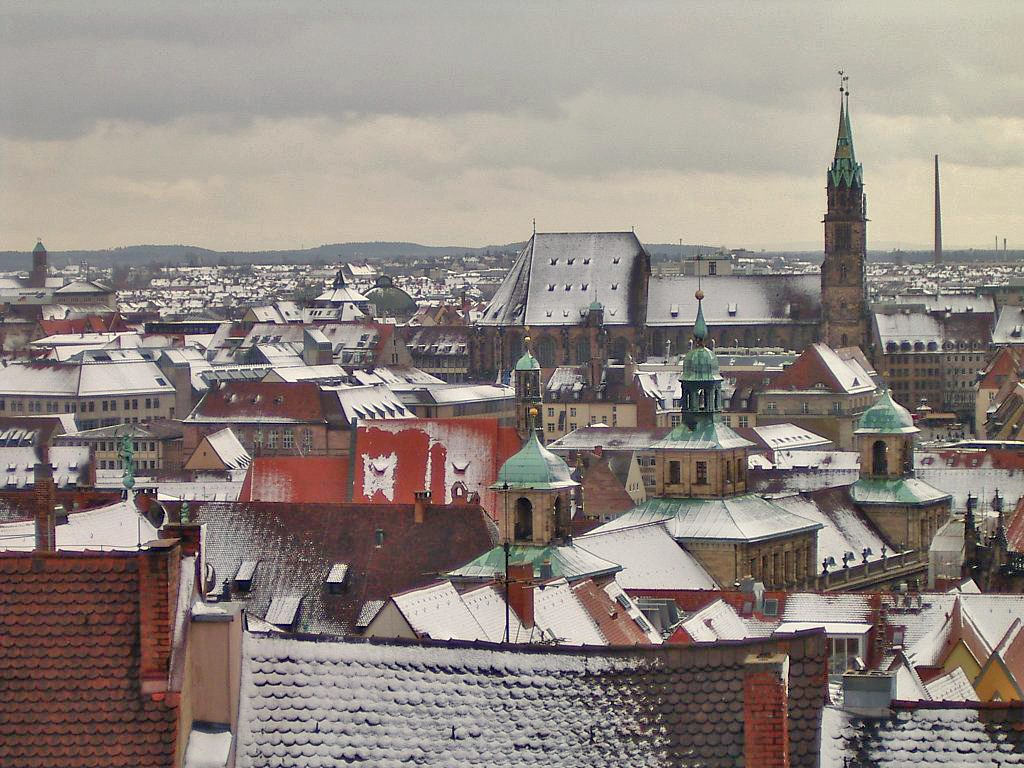
纽伦堡的冬天

纽伦堡（德語：Nürnberg，德語：[ˈnʏɐ̯nbɛɐ̯k] ⓘ）是德国巴伐利亚州中弗兰肯行政区的中心城市，巴伐利亚州的第二大城市，仅次于首府慕尼黑。纽伦堡与它的两座姊妹城市菲尔特和埃尔朗根相邻极近，城区相连，常被称作“大纽伦堡地区”。第二次世界大战结束之后曾在此举行针对纳粹德国战犯的纽伦堡审判。

## 華語譯名
據英語Nuremberg音譯為「紐倫堡」，舊據英語音譯為「努連堡」。事实上，该地名Nürnberg在现代德语地名翻译中本应译作“尼恩贝格”。“-堡”在德语译名地名中仅用于翻译以“-burg”结尾的译名，而“-berg”本意为山。在中國大陸的德语地名翻译中，通常音译作“-贝格”，但“纽伦堡”之称呼已成惯例，故保留沿用至今。

## 故事与传说
德国著名童话作家E·T·A·霍夫曼的童话故事《胡桃夹子与老鼠王》就发生在圣诞夜的纽伦堡市政厅，这个故事后来被俄罗斯大作曲家柴科夫斯基谱写成芭蕾舞剧《胡桃夹子》而名扬天下。

## 歷史
纽伦堡是中世纪多位德意志皇帝诞生和居住的城市，有浓厚的历史气息，曾经是德意志的玩具制造中心，被称作是欧洲的“玩具都城”（Toy capital）。目前市内仍有别具特色的玩具博物馆，而每年在此地所舉辦的紐倫堡國際玩具展（Nuremberg International Toy Fair），也是玩具產業最重要的商展之一。
纽伦堡有两座姊妹城市：菲尔特和埃尔朗根。从菲尔特到纽伦堡的铁路「巴伐利亚路德维希铁路」是德国历史上第一段铁路，就此掀开了德国工业化的篇章，成为德国工业化的起点。因此，德国铁路的铁路博物馆设于纽伦堡，但2005年一场大火使博物馆的馆藏几乎损失殆尽。
历史上，纽伦堡是“德意志民族神圣罗马帝国”皇帝直辖的统治中心城市之一。使纽伦堡在纳粹德国时代成为纳粹党一年一度的党代会会址，纽伦堡在希特勒德国时代风光无限，并因此使该城沦为英美盟军的重点轰炸对象，颇具中世纪古风的老城区就此夷为平地，虽战后重建，亦不复当年风采。第三帝国著名的反犹太纽伦堡法案就是在此处出炉的，掀起了种族清洗的风浪。
第二次世界大战后的清算纳粹战犯罪行的纽伦堡审判是在此举行的。在战后，纽伦堡渐渐归于平淡，回复到地区中心城市的角色。

## 文化與風俗

### 皇帝堡
這座古堡建於12世紀。現在看到的建築是15至16世紀的遺跡。

### 日耳曼國家博物館
紐倫堡的日耳曼國家博物館呈現日耳曼地區的豐富文化，也是德國最大的日耳曼文化博物館。

### 聖塞巴杜斯教堂
始建於1225年的教堂。

### 圣诞市场

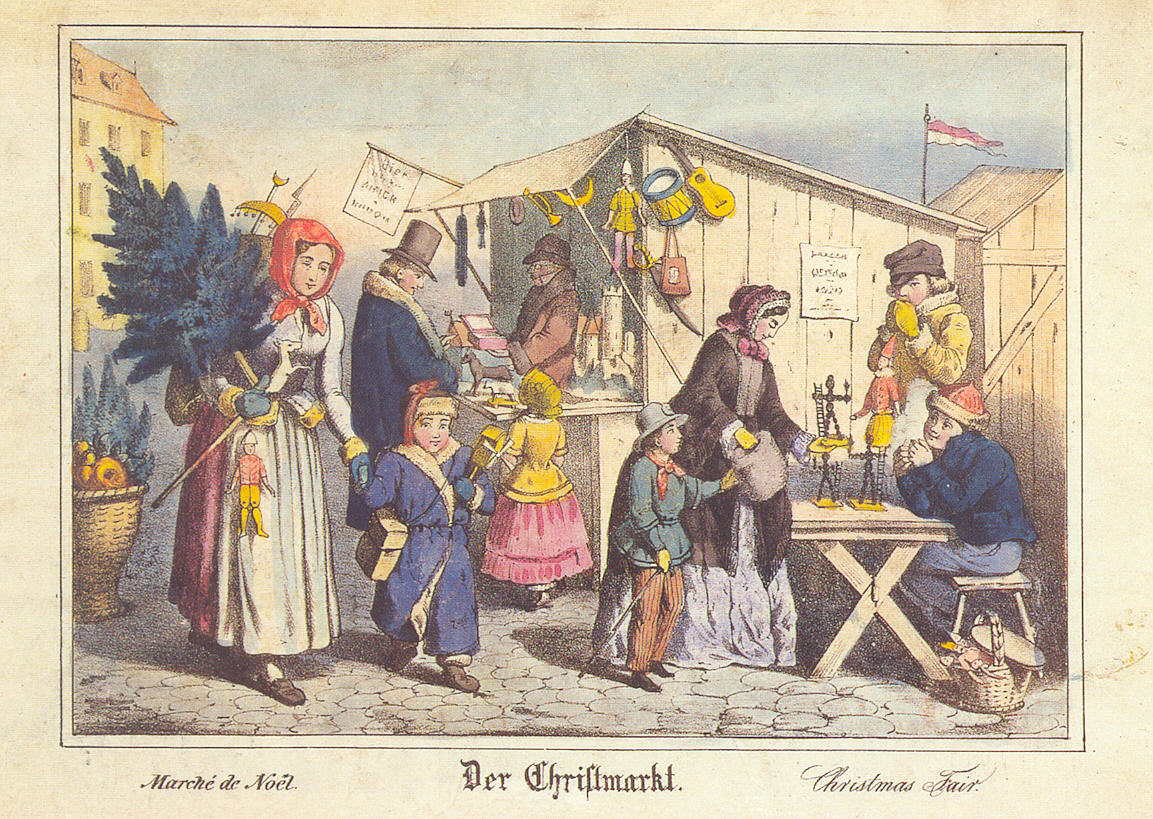
19世纪的纽伦堡圣诞市场

如同大部分的德國城市一樣，纽伦堡舊城區中央的“主市场”（Hauptmarkt）在每年圣诞节前几周就會開始舉辦聖誕市場活動，而在紐倫堡的聖誕市場一般被認為是德国历史最悠久、规模最大的传统圣诞市场。在聖誕市場中最常見的商品包括熱紅酒（Glühwein）與德式薑餅（Lebkuchen）。圣诞市场一般都是于圣诞夜來臨前的下午闭幕。

### 國際發明展
是全球首創、歷史最悠久的創意商展，因其規模宏大，參展者眾，在國際間享有權威之聲譽。

## 交通

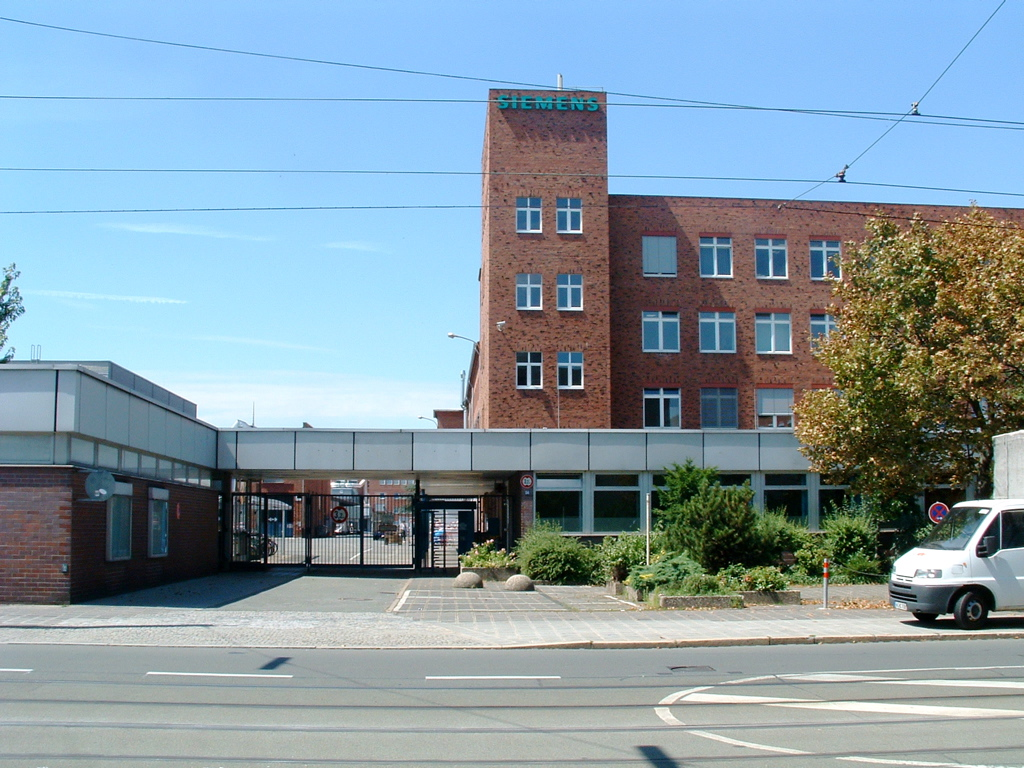
纽伦堡Vogelweiher大街的西门子分部

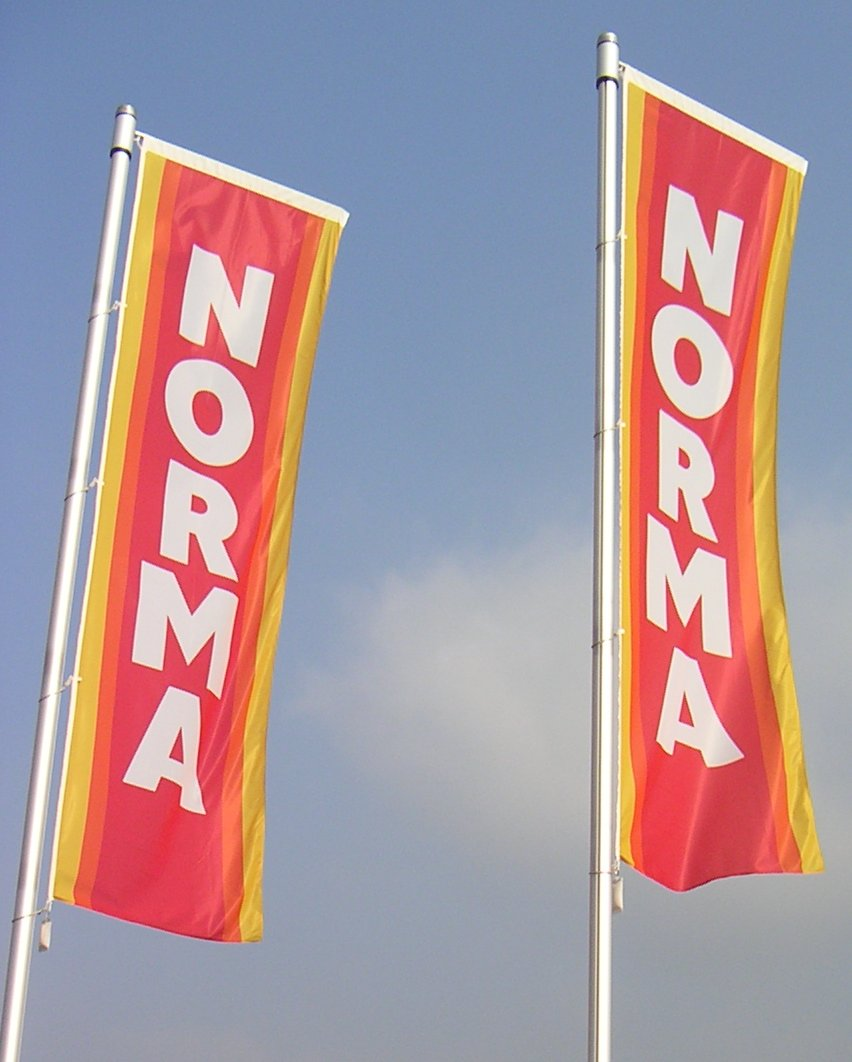
Norma

纽伦堡大都市区是德国第七大经济区，因为地处中欧中部位置，是一个繁忙的交通枢纽，城市位于布拉格—巴黎、维也纳—布鲁塞尔—伦敦、米兰—苏黎世—斯德哥尔摩、罗马—柏林等高速公路的交汇处，并且是ICE、EC和IC铁路的交叉点，从市区旁流过的莱茵-多瑙运河连接莱茵河、多瑙河、北海和黑海，运河的纽伦堡港每年吞吐货物700万吨，市区北部的纽伦堡国际机场每天提供50条航线通向20多个欧洲城市。

## 经济
自中古時期以來就一直是中歐工業重鎮的紐倫堡，在今日仍然是巴伐利亞的工業中心，以高精密的電子、機械與光學產品產業著稱。除了這些現代化的產品之外，紐倫堡當地的傳統產品，例如德式薑餅與手工玩具，仍然是具有極高代表性的出口商品。

### 就业
在德国一片失业浪潮中，以纽伦堡为中心的弗兰肯地区被认为是失业率最低的模范州巴伐利亚的模范地区。

### 著名企业
- 西门子：西門子在纽伦堡的第一间工厂创建于1873年，二十世纪初纽伦堡成为仅次于柏林的西门子第二大生产基地，目前西门子在纽伦堡和埃尔朗根保留相当的研发部门和部分管理部门[2]。
- 诺玛超市：最早由纽伦堡的姊妹城市菲尔特的一家企业派生出来，如今已经成为一家在欧洲知名的跨国经营连锁超市。
- 捷孚凯：1934年由后来的德国经济部长艾哈德等人成立于纽伦堡，是德国最大、全球第五大的市场调研公司。
- SUSE Linux：歐洲最大，世界第二大的商業Linux作業系統發行版。專注於超級電腦，資料中心，高效能運算領域。是世界最早的企業用Linux作業系統。除了Linux, 也發展開源雲端堆疊，開源容器技術。

## 教育
纽伦堡原先有一所独立的“纽伦堡经济社会学院”，曾出过不少著名人物，比如德国的“社会市场经济之父”前联邦总理路德维希·艾哈德、欧洲中央银行首席经济学家金融专家奥特马·伊兴（Otmar Issing）。后来该学院被姊妹城市埃尔朗根的埃尔朗根大学合并作为该大学的经济社会学系，大学名称也就此改为埃尔朗根-纽伦堡大学。该大学的企业经济学系（BWL，相当于美国的商学院、中国的管理学院）据说是德国的五大企业经济学系之一（按注册在读大学生人数）。

## 名人
- 文藝復興時期画家阿爾布雷希特·丢勒
- 巴洛克音乐家约翰·帕赫贝尔（1653-1706），最著名的卡農的作者
- 格奥尔格·欧姆，物理学家，欧姆定律的发现者
- 美国尼克松政府的国务卿亨利·基辛格出生于纽伦堡的姊妹城市菲尔特，因为是犹太裔，逃避纳粹迫害举家前往美国
- 联邦德国前经济部长、前首相“社会市场经济之父”路德维希·艾哈德
- 欧洲中央银行首席经济学家奥特马·伊兴
- 路德维希·安德列斯·费尔巴哈哲学家
- 埃米·诺特，数学家
- 菲利克斯·克莱因，数学家

## 體育
紐倫堡有一所參加德國甲級聯賽的足球隊──紐倫堡足球俱樂部，其主球場法蘭克人體育場是2006年世界盃的其中一個比賽場地。
诺里斯赛道亦坐落于纽伦堡市区，是德国房车大师赛（DTM）的赛道之一。

## 友好城市
- 格拉斯哥（苏格兰） 1985年
- 聖卡洛斯（尼加拉瓜） 1985年
- 斯科普里（北马其顿） 1982年
- 克拉科夫（波兰） 1979年
- 尼斯（法国） 1954年
- 威尼斯（意大利） 1999年
- 亚特兰大（美国） 1998年
- 卡瓦拉（希腊） 1998年
- 安塔利亚（土耳其） 1997年
- 哈代拉（以色列） 1995年
- 布拉格（捷克） 1990年
- 哈尔科夫（乌克兰） 1990年
- 安阿伯（美国） 1991年